# Casa Paladella
La Casa Paladella és un edifici del municipi de Bot (Terra Alta) inclosa en l'Inventari del Patrimoni Arquitectònic de Catalunya.

## Descripció
És una casa de tres plantes al carrer Major. La planta baixa té una porta de mig punt adovellada amb peces pentagonals irregulars, finestres rectangulars altes i reixades molt ordenades respecte als balcons del primer pis, que és on hi ha l'habitatge. Una cornisa motllurada lliga les finestres arcuades de la golfa oberta del segon pis.
Les dues façanes són de carreu. La part més elevada és més recent, ja que la coberta fou canviada no fa molt, i si abans era de fusta amb caps de biga treballats -es va perdre aquest ràfec-, ara és a dues aigües, de teula i amb un petit ràfec de totxo.
Sobre la porta hi ha un escut senyorial molt ben conservat.

## Història
Aquest edifici s'inclou dins la tipologia de casal senyorial, molt repetida per tota la Terra Alta -i també al Maestrat-. Se'n troben a Gandesa, Horta, Arnes, la Fatarella, Batea, etc. Sempre caracteritzada per ésser a cavall entre les línies gòtiques i les populars, junt a formes clàssiques. Eren propietat de les famílies poderoses i freqüentment atribuïdes a comandes hospitaleres, es construïren des de mitjans de segle xvi fins a primers del xviii.